# Motociclism

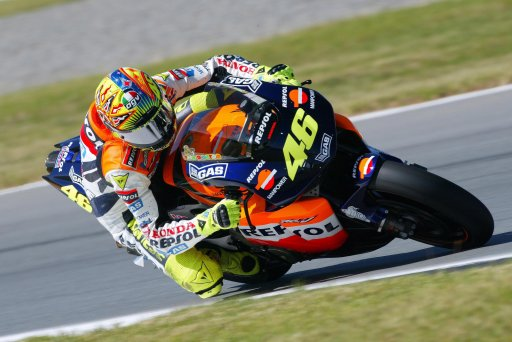
Motociclism

Motociclismul este o ramură sportivă care se practică pe motociclete (cu două sau cu trei roti) împărțite în clase după capacitatea cilindrică. De asemenea, termenul face referire și la genul de sport constând din diferite probe de viteză cu motociclete.
Motocrosul este o cursă de motociclism care se desfășoară în circuit pe teren accidentat și în care plecările se dau de obicei în grup, pe clase, după capacitatea cilindrică a motocicletei.
Acest "sport" este foarte periculos si se pot produce accidente foarte grave! 
Pot exista mai multe echipe de motociclisti!